# Mackenzie (Stany Zjednoczone)
Mackenzie – wieś w Stanach Zjednoczonych, w stanie Missouri, w hrabstwie St. Louis.